# Rally di Ypres 2022
Il Rally di Ypres 2022, ufficialmente denominato 57ème Ardeca Ypres Rally Belgium, è stata la nona prova del campionato del mondo rally 2022 nonché la cinquantasettesima edizione del Rally di Ypres e la seconda con valenza mondiale. La manifestazione si è svolta dal 19 al 21 agosto sugli asfalti pianeggianti che attraversano le campagne delle Fiandre Occidentali con base a Ypres, cittadina situata nei pressi del confine con la Francia, nel cui centro fu allestito anche il parco assistenza per tutti i concorrenti.
L'evento è stato vinto dall'estone Ott Tänak, navigato dal connazionale Martin Järveoja, al volante di una Hyundai i20 N Rally1 del team Hyundai Shell Mobis WRT, seguiti dalla coppia finlandese formata da Kalle Rovanperä e Jonne Halttunen su Toyota GR Yaris Rally1 della squadra Toyota Gazoo Racing WRT e dall'altro equipaggio finlandese composto da Esapekka Lappi e Janne Ferm, anch'essi su una Toyota GR Yaris Rally1. Tänak e Järveoja conquistarono così il loro terzo successo stagionale, il secondo consecutivo nonché il terzo nelle ultime cinque gare, dopo quelli ottenuti in Sardegna e in Finlandia, tenendo vivo il campionato nei confronti dei leader delle classifiche mondiali Kalle Rovanperä e Jonne Halttunen, incappati in un'uscita di strada durante la prima giornata di gara, i quali potranno tuttavia contare su un cospicuo vantaggio di 72 punti a quattro gare dal termine.
I francesi Stéphane Lefebvre e Andy Malfoy, su Citroën C3 Rally2, hanno invece conquistato il successo nel campionato WRC-2, il primo stagionale per Lefebvre, la cui prima e ultima vittoria di categoria risaliva al rally di Monte Carlo 2015, e il primo in assoluto in carriera per Malfoy; il ceco Jan Černý e il britannico Tom Woodburn, su Ford Fiesta Rally3, hanno invece primeggiato nella serie WRC-3.

## Dati della prova
| Denominazione ufficiale             | Ardeca Ypres Rally Belgium                               |
| Edizione N°                         | 57                                                       |
| Tappa N°                            | 9 di 13                                                  |
| Data manifestazione                 | da venerdì 19/08/2022 a domenica 21/08/2022              |
| Sede ospitante                      | Ypres (Fiandre Occidentali, Fiandre, Belgio)             |
| Sede parco assistenza               | Ypres                                                    |
| Superficie                          | Asfalto                                                  |
| Direttore di gara                   | Emilia Abel                                              |
| Iscritti                            | 88                                                       |
| Partiti                             | 85                                                       |
| Arrivati                            | 69 (81,2%)                                               |
| Prove speciali                      | 20                                                       |
| Prova più breve                     | 7,99 km (PS3 e PS7: Mesen - Middelhoek)                  |
| Prova più lunga                     | 22,32 km (PS12 e PS16: Hollebeke)                        |
| Prova più lenta                     | velocità media di 109,3 km/h (PS3: Mesen - Middelhoek 1) |
| Prova più veloce                    | velocità media di 127,6 km/h (PS8: Langemark 2)          |
| Lunghezza prove speciali            | 281,58 km (41% della distanza totale)                    |
| Lunghezza complessiva trasferimenti | 405,66 km                                                |
| Distanza totale                     | 687,24 km                                                |
| Media oraria del vincitore          | velocità media di 116,0 km/h (281,58 km in 2h25'38"9)    |

## Itinerario
Novità dell'edizione 2022:
- La manifestazione si tenne nel classico formato dei quattro giorni sebbene nel primo, il giovedì pomeriggio, si tennero esclusivamente la cerimonia di apertura e lo shakedown;
- La prova speciale inaugurale del venerdì Vleteren era inedita e fu l'unica a non essersi disputata nell'edizione 2021;
- L'ultima giornata di gara non si svolse più all'interno del circuito di Spa-Francorchamps come nel 2021 e l'itinerario del rally si svolse interamente nella zona di Ypres;
- Una versione rivista della speciale Kemmelberg fu spostata dalla prima giornata all'ultima e venne inoltre designata come power stage.

| Frazione            | Prova  | Ora    | Nome                                | Lunghezza | Totale    |
| ------------------- | ------ | ------ | ----------------------------------- | --------- | --------- |
| Frazione 1 (19 ago) | PS1    | 10:16  | Vleteren 1                          | 11,97 km  | 97,02 km  |
| Frazione 1 (19 ago) | PS2    | 11:08  | Westouter - Boeschepe 1             | 19,60 km  | 97,02 km  |
| Frazione 1 (19 ago) | PS3    | 12:03  | Mesen - Middelhoek 1                | 7,99 km   | 97,02 km  |
| Frazione 1 (19 ago) | PS4    | 12:53  | Langemark 1                         | 8,95 km   | 97,02 km  |
| Frazione 1 (19 ago) |        | 14:00  | Assistenza (flexi) – Ypres (35 min) | –         | 97,02 km  |
| Frazione 1 (19 ago) | PS5    | 15:16  | Vleteren 2                          | 11,97 km  | 97,02 km  |
| Frazione 1 (19 ago) | PS6    | 16:08  | Westouter - Boeschepe 2             | 19,60 km  | 97,02 km  |
| Frazione 1 (19 ago) | PS7    | 17:03  | Mesen - Middelhoek 2                | 7,99 km   | 97,02 km  |
| Frazione 1 (19 ago) | PS8    | 17:53  | Langemark 2                         | 8,95 km   | 97,02 km  |
| Frazione 1 (19 ago) |        | 18:28  | Assistenza (flexi) – Ypres (50 min) | –         | 97,02 km  |
|                     |        |        |                                     |           |           |
| Frazione 2 (20 ago) |        | 09:15  | Assistenza – Ypres (20 min)         | –         | 133,22 km |
| Frazione 2 (20 ago) | PS9    | 10:13  | Reninge 1                           | 15,00 km  | 133,22 km |
| Frazione 2 (20 ago) | PS10   | 11:08  | Dikkebus 1                          | 14,29 km  | 133,22 km |
| Frazione 2 (20 ago) | PS11   | 12:00  | Wijtschate 1                        | 15,00 km  | 133,22 km |
| Frazione 2 (20 ago) | PS12   | 12:55  | Hollebeke 1                         | 22,32 km  | 133,22 km |
| Frazione 2 (20 ago) |        | 14:00  | Assistenza (flexi) – Ypres (35 min) | –         | 133,22 km |
| Frazione 2 (20 ago) | PS13   | 15:13  | Reninge 2                           | 15,00 km  | 133,22 km |
| Frazione 2 (20 ago) | PS14   | 16:08  | Dikkebus 2                          | 14,29 km  | 133,22 km |
| Frazione 2 (20 ago) | PS15   | 17:00  | Wijtschate 2                        | 15,00 km  | 133,22 km |
| Frazione 2 (20 ago) | PS16   | 17:55  | Hollebeke 2                         | 22,32 km  | 133,22 km |
| Frazione 2 (20 ago) |        | 18:40  | Assistenza (flexi) – Ypres (50 min) | –         | 133,22 km |
|                     |        |        |                                     |           |           |
| Frazione 3 (21 ago) |        | 07:43  | Assistenza – Ypres (20 min)         | –         | 51,34 km  |
| Frazione 3 (21 ago) | PS17   | 08:43  | Watou 1                             | 12,36 km  | 51,34 km  |
| Frazione 3 (21 ago) | PS18   | 09:38  | Kemmelberg 1                        | 13,31 km  | 51,34 km  |
| Frazione 3 (21 ago) |        | 10:49  | Assistenza (flexi) – Ypres (20 min) | –         | 51,34 km  |
| Frazione 3 (21 ago) | PS19   | 11:49  | Watou 2                             | 12,36 km  | 51,34 km  |
| Frazione 3 (21 ago) | PS20   | 13:18  | Kemmelberg 2 (power stage)          | 13,31 km  | 51,34 km  |
| Totale              | Totale | Totale | Totale                              | Totale    | 281,58 km |

## Risultati

### Classifica
| Pos.      | Nº       | Pilota              | Co-pilota              | Auto                   | Squadra                    | Classe/Validità | Tempo     | Distacco   | Punti    |
| Generale  | Generale | Generale            | Generale               | Generale               | Generale                   | Generale        | Generale  | Generale   | Generale |
| --------- | -------- | ------------------- | ---------------------- | ---------------------- | -------------------------- | --------------- | --------- | ---------- | -------- |
| 1.        | 8        | Ott Tänak           | Martin Järveoja        | Hyundai i20 N Rally1   | Hyundai Shell Mobis WRT    | WRC             | 2h25'38"9 | –          | 27       |
| 2.        | 33       | Elfyn Evans         | Scott Martin           | Toyota GR Yaris Rally1 | Toyota Gazoo Racing WRT    | WRC             | 2h25'43"9 | +5"0       | 24       |
| 3.        | 4        | Esapekka Lappi      | Janne Ferm             | Toyota GR Yaris Rally1 | Toyota Gazoo Racing WRT    | WRC             | 2h27'20"5 | +1'41"6    | 15       |
| 4.        | 2        | Oliver Solberg      | Elliott Edmondson      | Hyundai i20 N Rally1   | Hyundai Shell Mobis WRT    | WRC             | 2h29'07"4 | +3'28"5    | 12       |
| 5.        | 18       | Takamoto Katsuta    | Aaron Johnston         | Toyota GR Yaris Rally1 | Toyota Gazoo Racing WRT NG | WRC             | 2h31'45"0 | +6'06"1    | 11       |
| 6.        | 24       | Stéphane Lefebvre   | Andy Malfoy            | Citroën C3 Rally2      | -                          | WRC-2           | 2h35'39"6 | +10'00"7   | 8        |
| 7.        | 20       | Andreas Mikkelsen   | Torstein Eriksen       | Škoda Fabia Rally2 Evo | Toksport WRT               | WRC-2           | 2h35'42"7 | +10'03"8   | 6        |
| 8.        | 21       | Yohan Rossel        | Valentin Sarreaud      | Citroën C3 Rally2      | PH Sport                   | WRC-2           | 2h36'33"7 | +10'54"8   | 4        |
| 9.        | 31       | Chris Ingram        | Craig Drew             | Škoda Fabia Rally2 Evo | -                          | WRC-2           | 2h36'59"7 | +11'20"8   | 2        |
| 10.       | 22       | Nikolaj Grjazin     | Konstantin Aleksandrov | Škoda Fabia Rally2 evo | Toksport WRT 2             | RC2             | 2h37'05"7 | +11'26"8   | 1        |
| ...       | ...      | ...                 | ...                    | ...                    | ...                        | ...             | ...       | ...        | ...      |
| 20.       | 11       | Thierry Neuville    | Martijn Wydaeghe       | Hyundai i20 N Rally1   | Hyundai Shell Mobis WRT    | WRC             | 2h45'29"4 | +19'50"5   | 3        |
| ...       | ...      | ...                 | ...                    | ...                    | ...                        | ...             | ...       | ...        | ...      |
| 62.       | 69       | Kalle Rovanperä     | Jonne Halttunen        | Toyota GR Yaris Rally1 | Toyota Gazoo Racing WRT    | WRC             | 3h36'08"4 | +1h10'29"5 | 5        |
| WRC-2     |          |                     |                        |                        |                            |                 |           |            |          |
| 1. (6.)   | 24       | Stéphane Lefebvre   | Andy Malfoy            | Citroën C3 Rally2      | -                          | WRC-2           | 2h35'39"6 | –          | 26       |
| 2. (7.)   | 20       | Andreas Mikkelsen   | Torstein Eriksen       | Škoda Fabia Rally2 Evo | Toksport WRT               | WRC-2           | 2h35'42"7 | +3"1       | 21       |
| 3. (8.)   | 21       | Yohan Rossel        | Valentin Sarreaud      | Citroën C3 Rally2      | PH Sport                   | WRC-2           | 2h36'33"7 | +54"1      | 17       |
| 4. (9.)   | 31       | Chris Ingram        | Craig Drew             | Škoda Fabia Rally2 Evo | -                          | WRC-2           | 2h36'59"7 | +1'20"1    | 12       |
| 5. (11.)  | 25       | Grégoire Munster    | Louis Louka            | Hyundai i20 N Rally2   | -                          | WRC-2           | 2h37'07"8 | +1'28"2    | 10       |
| 6. (12.)  | 26       | Vincent Verschueren | Filip Cuvelier         | Volkswagen Polo GTI R5 | -                          | WRC-2           | 2h38'19"0 | +2'39"4    | 8        |
| 7. (15.)  | 50       | Sébastien Bedoret   | François Gilbert       | Škoda Fabia Rally2 Evo | -                          | WRC-2           | 2h39'04"0 | +3'24"4    | 6        |
| 8. (16.)  | 36       | Armin Kremer        | Timo Gottschalk        | Škoda Fabia Rally2 Evo | -                          | WRC-2           | 2h41'07"2 | +5'27"6    | 4        |
| 9. (17.)  | 28       | Freddy Loix         | Pieter Tsjoen          | Škoda Fabia Rally2 Evo | -                          | WRC-2           | 2h45'47"0 | +10'07"4   | 2        |
| 10. (18.) | 27       | Davy Vanneste       | Kris D'alleine         | Citroën C3 Rally2      | -                          | WRC-2           | 2h47'25"4 | +11'45"8   | 1        |
| WRC-3     |          |                     |                        |                        |                            |                 |           |            |          |
| 1. (34.)  | 45       | Jan Černý           | Tom Woodburn           | Ford Fiesta Rally3     | -                          | WRC-3           | 2h53'14"2 | –          | 25       |
| 2. (51.)  | 47       | Zoltán László       | Tamás Kürti            | Ford Fiesta Rally3     | -                          | WRC-3           | 3h03'56"0 | +10'41"8   | 18       |
| 3. (69.)  | 46       | Enrico Brazzoli     | Manuel Fenoli          | Ford Fiesta Rally3     | -                          | WRC-3           | 4h46'01"1 | +1h52'46"9 | 15       |

| Principali ritiri | Principali ritiri | Principali ritiri | Principali ritiri | Principali ritiri  | Principali ritiri | Principali ritiri | Principali ritiri | Principali ritiri |
| PS                | Nº                | Pilota            | Copilota          | Auto               | Squadra           | Classe            | Causa             | Pos.              |
| ----------------- | ----------------- | ----------------- | ----------------- | ------------------ | ----------------- | ----------------- | ----------------- | ----------------- |
| PS 9              | 23                | Jari Huttunen     | Mikko Lukka       | Ford Fiesta Rally2 | M-Sport Ford WRT  | WRC-2             | Motore            | 14º               |
| PS 19             | 16                | Adrien Fourmaux   | Alexandre Coria   | Ford Puma Rally1   | M-Sport Ford WRT  | WRC               | Incidente         | 5º                |

Legenda
| Icona   | Note                                                                                     |
| ------- | ---------------------------------------------------------------------------------------- |
| WRC     | Equipaggio di classe Rally1 che può conquistare punti per il campionato costruttori.     |
| WRC     | Equipaggio di classe Rally1 che non può conquistare punti per il campionato costruttori. |
| WRC-2   | Equipaggio di classe RC2 registrato al campionato WRC-2.                                 |
| WRC-3   | Equipaggio di classe RC3 registrato al campionato WRC-3.                                 |
| WRC-3 J | Equipaggio di classe RC3 registrato al campionato WRC-3 Junior.                          |
|         | Ulteriori classificazioni                                                                |

### Prove speciali
| Frazione            | Prova | Ora   | Nome                       | Lunghezza | Vincitori                         | Tempo   | Velocità media | Leader del rally                  |
| ------------------- | ----- | ----- | -------------------------- | --------- | --------------------------------- | ------- | -------------- | --------------------------------- |
| Frazione 1 (19 ago) | PS1   | 10:16 | Vleteren 1                 | 11,97 km  | Kalle Rovanperä Jonne Halttunen   | 6'08"2  | 117,0 km/h     | Kalle Rovanperä Jonne Halttunen   |
| Frazione 1 (19 ago) | PS2   | 11:08 | Westouter - Boeschepe 1    | 19,60 km  | Thierry Neuville Martijn Wydaeghe | 10'07"5 | 116,1 km/h     | Elfyn Evans Scott Martin          |
| Frazione 1 (19 ago) | PS3   | 12:03 | Mesen - Middelhoek 1       | 7,99 km   | Ott Tänak Martin Järveoja         | 4'23"1  | 109,3 km/h     | Elfyn Evans Scott Martin          |
| Frazione 1 (19 ago) | PS4   | 12:53 | Langemark 1                | 8,95 km   | Elfyn Evans Scott Martin          | 4'13"5  | 127,1 km/h     | Elfyn Evans Scott Martin          |
| Frazione 1 (19 ago) | PS5   | 15:16 | Vleteren 2                 | 11,97 km  | Ott Tänak Martin Järveoja         | 6'10"8  | 116,2 km/h     | Elfyn Evans Scott Martin          |
| Frazione 1 (19 ago) | PS6   | 16:08 | Westouter - Boeschepe 1    | 19,60 km  | Thierry Neuville Martijn Wydaeghe | 10'03"6 | 116,9 km/h     | Elfyn Evans Scott Martin          |
| Frazione 1 (19 ago) | PS7   | 17:03 | Mesen - Middelhoek 2       | 7,99 km   | Thierry Neuville Martijn Wydaeghe | 4'18"9  | 111,1 km/h     | Thierry Neuville Martijn Wydaeghe |
| Frazione 1 (19 ago) | PS8   | 17:53 | Langemark 2                | 8,95 km   | Thierry Neuville Martijn Wydaeghe | 4'12"6  | 127,6 km/h     | Thierry Neuville Martijn Wydaeghe |
|                     |       |       |                            |           |                                   |         |                |                                   |
| Frazione 2 (20 ago) | PS9   | 10:13 | Reninge 1                  | 15,00 km  | Kalle Rovanperä Jonne Halttunen   | 7'48"8  | 115,2 km/h     | Ott Tänak Martin Järveoja         |
| Frazione 2 (20 ago) | PS10  | 11:08 | Dikkebus 1                 | 14,29 km  | Prova interrotta                  | 7'42"9  | 111,1 km/h     | Ott Tänak Martin Järveoja         |
| Frazione 2 (20 ago) | PS11  | 12:00 | Wijtschate 1               | 15,00 km  | Thierry Neuville Martijn Wydaeghe | 7'21"1  | 122,4 km/h     | Thierry Neuville Martijn Wydaeghe |
| Frazione 2 (20 ago) | PS12  | 12:55 | Hollebeke 1                | 22,32 km  | Thierry Neuville Martijn Wydaeghe | 11'30"9 | 116,3 km/h     | Thierry Neuville Martijn Wydaeghe |
| Frazione 2 (20 ago) | PS13  | 15:13 | Reninge 2                  | 15,00 km  | Thierry Neuville Martijn Wydaeghe | 7'51"1  | 114,6 km/h     | Thierry Neuville Martijn Wydaeghe |
| Frazione 2 (20 ago) | PS14  | 16:08 | Dikkebus 2                 | 14,29 km  | Elfyn Evans Scott Martin          | 7'38"6  | 112,2 km/h     | Thierry Neuville Martijn Wydaeghe |
| Frazione 2 (20 ago) | PS15  | 17:00 | Wijtschate 2               | 15,00 km  | Ott Tänak Martin Järveoja         | 7'19"2  | 123,0 km/h     | Ott Tänak Martin Järveoja         |
| Frazione 2 (20 ago) | PS16  | 17:55 | Hollebeke 2                | 22,32 km  | Ott Tänak Martin Järveoja         | 11'29"1 | 116,6 km/h     | Ott Tänak Martin Järveoja         |
|                     |       |       |                            |           |                                   |         |                | Ott Tänak Martin Järveoja         |
| Frazione 3 (21 ago) | PS17  | 08:43 | Watou 1                    | 12,36 km  | Elfyn Evans Scott Martin          | 6'18"7  | 117,5 km/h     | Ott Tänak Martin Järveoja         |
| Frazione 3 (21 ago) | PS18  | 09:38 | Kemmelberg 1               | 13,31 km  | Elfyn Evans Scott Martin          | 7'02"8  | 113,3 km/h     | Ott Tänak Martin Järveoja         |
| Frazione 3 (21 ago) | PS19  | 11:49 | Watou 2                    | 12,36 km  | Ott Tänak Martin Järveoja         | 6'18"8  | 117,5 km/h     | Ott Tänak Martin Järveoja         |
| Frazione 3 (21 ago) | PS20  | 13:18 | Kemmelberg 2 (power stage) | 13,31 km  | Kalle Rovanperä Jonne Halttunen   | 6'58"6  | 114,5 km/h     | Ott Tänak Martin Järveoja         |

### Power stage
PS20: Kemmelberg 2 di 13,31 km, disputatasi domenica 20 agosto 2022 alle ore 13:18 (UTC+2).
| Pos. | No. | Pilota           | Copilota         | Auto                   | Squadra                    | Classe | Tempo  | Distacco | PP | PC |
| ---- | --- | ---------------- | ---------------- | ---------------------- | -------------------------- | ------ | ------ | -------- | -- | -- |
| 1    | 69  | Kalle Rovanperä  | Jonne Halttunen  | Toyota GR Yaris Rally1 | Toyota Gazoo Racing WRT    | Rally1 | 6'58"6 | –        | 5  | 5  |
| 2    | 33  | Elfyn Evans      | Scott Martin     | Toyota GR Yaris Rally1 | Toyota Gazoo Racing WRT    | Rally1 | 6'59"7 | +1"1     | 4  | 4  |
| 3    | 11  | Thierry Neuville | Martijn Wydaeghe | Hyundai i20 N Rally1   | Hyundai Shell Mobis WRT    | Rally1 | 7'01"5 | +2"9     | 3  | 3  |
| 4    | 8   | Ott Tänak        | Martin Järveoja  | Hyundai i20 N Rally1   | Hyundai Shell Mobis WRT    | Rally1 | 7'01"9 | +3"3     | 2  | 2  |
| 5    | 18  | Takamoto Katsuta | Aaron Johnston   | Toyota GR Yaris Rally1 | Toyota Gazoo Racing WRT NG | Rally1 | 7'04"1 | +5"5     | 1  | 1  |

## Classifiche mondiali
Classifica piloti
| Pos. | Pos. | Pilota               | Punti |
| ---- | ---- | -------------------- | ----- |
| 1    |      | Kalle Rovanperä      | 203   |
| 2    |      | Ott Tänak            | 131   |
| 3    | 1    | Elfyn Evans          | 116   |
| 4    | 1    | Thierry Neuville     | 106   |
| 5    |      | Takamoto Katsuta     | 92    |
| 6    |      | Craig Breen          | 64    |
| 7    |      | Esapekka Lappi       | 57    |
| 8    |      | Sébastien Loeb       | 35    |
| 9    |      | Sébastien Ogier      | 34    |
| 10   |      | Dani Sordo           | 34    |
| 11   |      | Gus Greensmith       | 34    |
| 12   |      | Andreas Mikkelsen    | 25    |
| 13   | 1    | Oliver Solberg       | 21    |
| 14   | 1    | Pierre-Louis Loubet  | 18    |
| 15   | 2    | Yohan Rossel         | 11    |
| 16   | 1    | Adrien Fourmaux      | 9     |
| 17   | N    | Stéphane Lefebvre    | 8     |
| 18   | 2    | Emil Lindholm        | 8     |
| 19   | 1    | Nikolaj Grjazin      | 7     |
| 20   | 2    | Jourdan Serderidis   | 6     |
| 21   | 2    | Kajetan Kajetanowicz | 6     |
| 22   | 1    | Jari Huttunen        | 5     |
| 23   | 1    | Ole Christian Veiby  | 4     |
| 24   | N    | Chris Ingram         | 2     |
| 25   | 2    | Erik Cais            | 2     |
| 26   | 2    | Teemu Suninen        | 2     |
| 27   | 2    | Jan Solans           | 2     |
| 28   | 2    | Egon Kaur            | 2     |

Classifica copiloti
| Pos. | Pos. | Pilota                 | Punti |
| ---- | ---- | ---------------------- | ----- |
| 1    |      | Jonne Halttunen        | 203   |
| 2    |      | Martin Järveoja        | 116   |
| 3    | 1    | Scott Martin           | 116   |
| 4    | 1    | Martijn Wydaeghe       | 106   |
| 5    |      | Aaron Johnston         | 92    |
| 6    |      | Paul Nagle             | 64    |
| 7    |      | Janne Ferm             | 57    |
| 8    |      | Isabelle Galmiche      | 35    |
| 9    |      | Benjamin Veillas       | 34    |
| 10   |      | Cándido Carrera        | 34    |
| 11   |      | Jonas Andersson        | 34    |
| 12   |      | Torstein Eriksen       | 25    |
| 13   | 1    | Elliott Edmondson      | 21    |
| 14   | 1    | Vincent Landais        | 18    |
| 15   | 2    | Valentin Sarreaud      | 11    |
| 16   | 1    | Alexandre Coria        | 9     |
| 17   | N    | Andy Malfoy            | 8     |
| 18   | 2    | Reeta Hämäläinen       | 8     |
| 19   | 1    | Konstantin Aleksandrov | 7     |
| 20   | 2    | Frédéric Miclotte      | 6     |
| 21   | 2    | Maciej Szczepaniak     | 6     |
| 22   | 1    | Mikko Lukka            | 5     |
| 23   | 1    | Stig Rune Skjærmoen    | 4     |
| 24   | N    | Craig Drew             | 2     |
| 25   | 2    | Petr Těšínský          | 2     |
| 26   | 2    | Mikko Markkula         | 2     |
| 27   | 2    | Rodrigo Sanjuan        | 2     |
| 28   | 2    | Silver Simm            | 2     |

Classifica costruttori WRC
| Pos. | Pos. | Squadra                    | Punti |
| ---- | ---- | -------------------------- | ----- |
| 1    |      | Toyota Gazoo Racing WRT    | 381   |
| 2    |      | Hyundai Shell Mobis WRT    | 293   |
| 3    |      | M-Sport Ford WRT           | 188   |
| 4    |      | Toyota Gazoo Racing WRT NG | 100   |